# Storie di vita (album)
Storie di vita è un album del cantante siciliano Gianni Celeste, cantato in lingua napoletana, pubblicato nel 2005.

## Tracce
1. Cos'hai provato
2. Dimmelo
3. Nun t'addurmì
4. Sei stata scoperta
5. Amore amore amante
6. Bella bugiarda
7. Casa mia
8. Magica notte
9. Nu mese fa'
10. Pari e dispari